# Беляевка
Беляевка (на украински: Біляївка) е град в Южна Украйна, Одески район на Одеска област.
Основан е през 1792 година. Населението му е около 14 248 души.